# 루자시

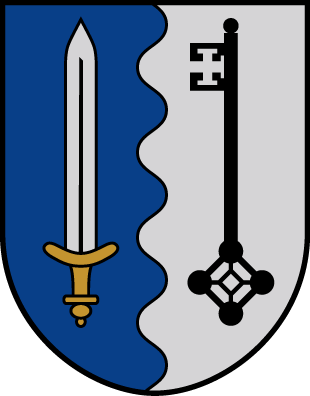
시 문장

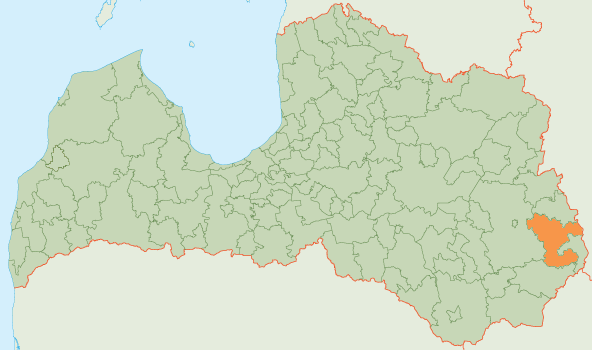
루자 시의 위치

루자시(라트비아어: Ludzas novads)는 라트비아의 지방 자치체로 행정 중심지는 루자이며 면적은 964.8km2, 인구는 15,986명(2009년 기준), 인구 밀도는 17명/km2이다. 1개 도시, 9개 교구를 관할한다.

## 같이 보기
- 라트비아의 행정 구역
- 루자 (라트비아)